# خودكاوند
خودكاوند هي قرية في مقاطعة طالقان، إيران. عدد سكان هذه القرية هو 424 في سنة 2006.